# The End Tour
The End Tour – ósma i ostatnia w karierze trasa koncertowa grupy muzycznej Black Sabbath; w jej trakcie odbyło się osiemdziesiąt jeden koncertów.

## Program koncertów
Lista utworów granych na każdym koncercie z trasy:
1. „Black Sabbath”
2. „Fairies Wear Boots”
3. „Tomorrow’s Dream” (na wybranych koncertach)
4. „Under The Sun/Every Day Comes and Goes” (wykonywane w przypadku gdy utwór nie był grany pomiędzy „God Is Dead?” a „Dirty Women”; na wybranych koncertach)
5. „After Forever”
6. „Into the Void”
7. „Happy Birthday To You” (cover Mildred J. Hill & Patty Hill; na wybranych koncertach)
8. „Snowblind”
9. „War Pigs”
10. „Behind the Wall of Sleep”
11. „N.I.B.” („Bassically„” Geezer Butler bass solo)
12. „Hand of Doom”
13. „Supernaut” / „Sabbath Bloody Sabbath” / „Megalomania” (składanka; na wybranych koncertach)
14. „Tommy Clufetos Drum Solo”
15. „Iron Man”
16. „God Is Dead?” (na wybranych koncertach)
17. „Dirty Women”
18. „Children of the Grave” (czasami zamieniane z „Paranoid”)
19. „Paranoid” [Encore] (czasami zamieniane z „Children of the Grave”)
20. „Zeitgeist” [Audio outro]

Po „Dirty Women” zespół grał na zmianę „Children of the Grave” lub „Paranoid”. Jeden z tych dwóch utworów zawsze był wykonywany na bis.

## Lista koncertów
| Data                          | Miasto                     | Kraj              | Miejsce                         | Support                     | Frekwencja/pojemność | Przychód         |
| Ameryka Północna              | Ameryka Północna           | Ameryka Północna  | Ameryka Północna                | Ameryka Północna            | Ameryka Północna     | Ameryka Północna |
| ----------------------------- | -------------------------- | ----------------- | ------------------------------- | --------------------------- | -------------------- | ---------------- |
| 20 stycznia 2016              | Omaha, Nebraska            | Stany Zjednoczone | CenturyLink Center Omaha        | Rival Sons                  | 10317 / 13681        | 875 263 USD      |
| 22 stycznia 2016              | Chicago, Illinois          | Stany Zjednoczone | United Center                   | Rival Sons                  | 14517 / 15648        | 1 525 127 USD    |
| 25 stycznia 2016              | Minneapolis, Minnesota     | Stany Zjednoczone | Target Center                   | Rival Sons                  | 10871 / 12928        | 965 445 USD      |
| 27 stycznia 2016              | Winnipeg                   | Kanada            | MTS Centre                      | Rival Sons                  | —                    | —                |
| 6 lutego 2016                 | Tacoma, Waszyngton         | Stany Zjednoczone | Tacoma Dome                     | Rival Sons                  | 17480 / 18284        | 1 465 059 USD    |
| 9 lutego 2016                 | San Jose, Kalifornia       | Stany Zjednoczone | SAP Center                      | Rival Sons                  | 12226 / 13533        | 1 182 483 USD    |
| 11 lutego 2016                | Inglewood, Kalifornia      | Stany Zjednoczone | Kia Forum                       | Rival Sons                  | 14013 / 14013        | 1 237 836 USD    |
| 13 lutego 2016                | Las Vegas, Nevada          | Stany Zjednoczone | Mandalay Bay Events Center      | Rival Sons                  | 8555 / 9283          | 962 808 USD      |
| 15 lutego 2016                | Denver, Kolorado           | Stany Zjednoczone | Pepsi Center                    | Rival Sons                  | 12257 / 14280        | 1 202 717 USD    |
| 17 lutego 2016                | Kansas City, Missouri      | Stany Zjednoczone | Sprint Center                   | Rival Sons                  | 10715 / 13115        | 868 001 USD      |
| 19 lutego 2016                | Auburn Hills, Michigan     | Stany Zjednoczone | The Palace of Auburn Hills      | Rival Sons                  | 13030 / 14231        | 1 204 212 USD    |
| 21 lutego 2016                | Hamilton                   | Kanada            | FirstOntario Centre             | Rival Sons                  | 13575 / 14287        | 1 039 540 USD    |
| 23 lutego 2016                | Montreal                   | Kanada            | Centre Bell                     | Rival Sons                  | 13840 / 15043        | 1 079 950 USD    |
| 25 lutego 2016                | Nowy Jork, Nowy Jork       | Stany Zjednoczone | Madison Square Garden           | Rival Sons                  | 29411 / 29411        | 3 471 530 USD    |
| 27 lutego 2016                | Nowy Jork, Nowy Jork       | Stany Zjednoczone | Madison Square Garden           | Rival Sons                  | 29411 / 29411        | 3 471 530 USD    |
| 2 marca 2016                  | Edmonton                   | Kanada            | Rexall Place                    | Rival Sons                  | —                    | —                |
| 4 marca 2016                  | Calgary                    | Kanada            | Scotiabank Saddledome           | Rival Sons                  | —                    | —                |
| 7 marca 2016                  | Vancouver                  | Kanada            | Rogers Arena                    | Rival Sons                  | —                    | —                |
| Oceania                       |                            |                   |                                 |                             |                      |                  |
| 15 kwietnia 2016              | Perth                      | Australia         | Perth Arena                     | Rival Sons                  | 7570 / 7570          | 795 368 USD      |
| 17 kwietnia 2016              | Adelaide                   | Australia         | Adelaide Entertainment Centre   | Rival Sons                  | —                    | —                |
| 19 kwietnia 2016              | Melbourne                  | Australia         | Rod Laver Arena                 | Rival Sons                  | 11778 / 12256        | 1 273 680 USD    |
| 23 kwietnia 2016              | Sydney                     | Australia         | Qudos Bank Arena                | Rival Sons                  | 13717 / 13717        | 1 458 830 USD    |
| 25 kwietnia 2016              | Brisbane                   | Australia         | Brisbane Entertainment Centre   | Rival Sons                  | 9623 / 9623          | 1 020 320 USD    |
| 28 kwietnia 2016              | Auckland                   | Nowa Zelandia     | Vector Arena                    | Rival Sons                  | —                    | —                |
| 30 kwietnia 2016              | Dunedin                    | Nowa Zelandia     | Forsyth Barr Stadium            | Rival Sons                  | —                    | —                |
| Europa                        |                            |                   |                                 |                             |                      |                  |
| 1 czerwca 2016                | Budapeszt                  | Węgry             | Papp László Budapest Sportaréna | Rival Sons                  | —                    | —                |
| 3 czerwca 2016                | Norymberga                 | Niemcy            | Rock im Park                    | Różni (Various)             | —                    | —                |
| 8 czerwca 2016                | Berlin                     | Niemcy            | Waldbühne                       | Rival Sons                  | —                    | —                |
| 11 czerwca 2016               | Castle Donington           | Anglia            | Download Festival               | Różni (Various)             | —                    | —                |
| 13 czerwca 2016               | Werona                     | Włochy            | Verona Arena                    | Rival Sons                  | —                    | —                |
| 15 czerwca 2016               | Zurych                     | Szwajcaria        | Hallenstadion                   | Rival Sons                  | 12017 / 13000        | 1 338 150 USD    |
| 17 czerwca 2016               | Dessel                     | Belgia            | Graspop Metal Meeting           | Różni (Various)             | —                    | —                |
| 19 czerwca 2016               | Clisson                    | Francja           | Hellfest                        | Różni (Various)             | —                    | —                |
| 23 czerwca 2016               | Halden                     | Norwegia          | Tons of Rock                    | Różni (Various)             | —                    | —                |
| 25 czerwca 2016               | Kopenhaga                  | Dania             | Copenhell                       | Różni (Various)             | —                    | —                |
| 28 czerwca 2016               | Wiedeń                     | Austria           | Wiener Stadthalle               | Rival Sons                  | —                    | —                |
| 30 czerwca 2016               | Praga                      | Czechy            | O2 Arena                        | Rival Sons                  | —                    | —                |
| 2 lipca 2016                  | Kraków                     | Polska            | Tauron Arena Kraków             | Rival Sons                  | —                    | —                |
| 5 lipca 2016                  | Ryga                       | Łotwa             | Arena Riga                      | Rival Sons                  | —                    | —                |
| 7 lipca 2016                  | Helsinki                   | Finlandia         | Kaisaniemi Park                 | Opeth, Rival Sons, Amorphis | —                    | —                |
| 9 lipca 2016                  | Sztokholm                  | Szwecja           | Friends Arena                   | Volbeat, Rival Sons, Bombus | —                    | —                |
| 12 lipca 2016                 | Moskwa                     | Rosja             | Olimpijskij                     | Rival Sons                  | —                    | —                |
| Ameryka Północna              |                            |                   |                                 |                             |                      |                  |
| 17 sierpnia 2016              | Wantagh, Nowy Jork         | Stany Zjednoczone | Nikon at Jones Beach Theater    | Rival Sons                  | —                    | —                |
| 19 sierpnia 2016              | Camden, New Jersey         | Stany Zjednoczone | BB&T Pavilion                   | Rival Sons                  | —                    | —                |
| 21 sierpnia 2016              | Bristow, Wirginia          | Stany Zjednoczone | Jiffy Lube Live                 | Rival Sons                  | —                    | —                |
| 23 sierpnia 2016              | Holmdel, New Jersey        | Stany Zjednoczone | PNC Bank Arts Center            | Rival Sons                  | —                    | —                |
| 25 sierpnia 2016              | Mansfield, Massachusetts   | Stany Zjednoczone | Xfinity Center                  | Rival Sons                  | —                    | —                |
| 27 sierpnia 2016              | Uncasville, Connecticut    | Stany Zjednoczone | Mohegan Sun Arena               | Rival Sons                  | 7361 / 7373          | 1 013 384 USD    |
| 29 sierpnia 2016              | Toronto                    | Kanada            | Molson Canadian Amphitheatre    | Rival Sons                  | —                    | —                |
| 31 sierpnia 2016              | Clarkston, Michigan        | Stany Zjednoczone | DTE Energy Music Theatre        | Rival Sons                  | —                    | —                |
| 2 września 2016               | Noblesville, Indiana       | Stany Zjednoczone | Klipsch Music Centre            | Rival Sons                  | —                    | —                |
| 4 września 2016               | Tinley Park, Illinois      | Stany Zjednoczone | Hollywood Casino Amphitheatre   | Rival Sons                  | —                    | —                |
| 7 sierpnia 2016               | Dallas, Teksas             | Stany Zjednoczone | Gexa Energy Pavilion            | Rival Sons                  | —                    | —                |
| 9 września 2016               | Albuquerque, Nowy Meksyk   | Stany Zjednoczone | Isleta Amphitheater             | Rival Sons                  | —                    | —                |
| 11 września 2016              | West Valley City, Utah     | Stany Zjednoczone | USANA Amphitheatre              | Rival Sons                  | —                    | —                |
| 13 września 2016              | Ridgefield, Waszyngton     | Stany Zjednoczone | Sunlight Supply Amphitheater    | Rival Sons                  | —                    | —                |
| 15 września 2016              | Oakland, Kalifornia        | Stany Zjednoczone | Oracle Arena                    | Rival Sons                  | 10307 / 12722        | 955 430 USD      |
| 17 września 2016              | Las Vegas, Nevada          | Stany Zjednoczone | MGM Grand Garden Arena          | Rival Sons                  | 10718 / 11835        | 1 025 145 USD    |
| 19 września 2016              | Los Angeles, Kalifornia    | Stany Zjednoczone | Hollywood Bowl                  | Rival Sons                  | 16338 / 16338        | 1 573 560 USD    |
| 21 września 2016              | Phoenix, Arizona           | Stany Zjednoczone | Ak-Chin Pavilion                | Rival Sons                  | 13728 / 19954        | 713 423 USD      |
| 24 września 2016              | San Bernardino, Kalifornia | Stany Zjednoczone | San Manuel Amphitheater         | Różni (Various)             | —                    | —                |
| Ameryka Północna i Południowa |                            |                   |                                 |                             |                      |                  |
| 8 listopada 2016              | Tulsa, Oklahoma            | Stany Zjednoczone | BOK Center                      | Rival Sons                  | —                    | —                |
| 10 listopada 2016             | Houston, Teksas            | Stany Zjednoczone | Toyota Center                   | Rival Sons                  | 10585 / 11484        | 956 628 USD      |
| 12 listopada 2016             | San Antonio, Teksas        | Stany Zjednoczone | AT&T Center                     | Rival Sons                  | 12405 / 14316        | 1 222 412 USD    |
| 16 listopada 2016             | Meksyk                     | Meksyk            | Foro Sol                        | Rival Sons                  | 60506 / 62423        | 2 720 454 USD    |
| 19 listopada 2016             | Santiago                   | Chile             | Estadio Nacional                | Rival Sons                  | —                    | —                |
| 23 listopada 2016             | Córdoba                    | Argentyna         | Orfeo Superdomo                 | Rival Sons                  | —                    | —                |
| 26 listopada 2016             | Buenos Aires               | Argentyna         | José Amalfitani Stadium         | Rival Sons                  | —                    | —                |
| 28 listopada 2016             | Porto Alegre               | Brazylia          | Estacionamento de Fiergs        | Rival Sons                  | 15298 / 29960        | 1 079 100 USD    |
| 30 listopada 2016             | Kurytyba                   | Brazylia          | Pedreira Paulo Leminski         | Rival Sons                  | 22934 / 25000        | 2 094 680 USD    |
| 2 grudnia 2016                | Rio de Janeiro             | Brazylia          | Praça da Apoteose               | Rival Sons                  | 26764 / 35000        | 2 173 890 USD    |
| 4 grudnia 2016                | São Paulo                  | Brazylia          | Estádio do Morumbi              | Rival Sons                  | 64744 / 65596        | 5 502 050 USD    |
| Europa                        |                            |                   |                                 |                             |                      |                  |
| 17 stycznia 2017              | Kolonia                    | Niemcy            | Lanxess Arena                   | Rival Sons                  | —                    | —                |
| 20 stycznia 2017              | Dublin                     | Irlandia          | 3Arena                          | Rival Sons                  | —                    | —                |
| 22 stycznia 2017              | Manchester                 | Anglia            | Manchester Arena                | Rival Sons                  | 14886 / 15425        | 1 336 720 USD    |
| 24 stycznia 2017              | Glasgow                    | Szkocja           | The SSE Hydro                   | Rival Sons                  | 10029 / 10955        | 930 968 USD      |
| 26 stycznia 2017              | Leeds                      | Anglia            | First Direct Arena              | Rival Sons                  | —                    | —                |
| 29 stycznia 2017              | Londyn                     | Anglia            | The O2                          | Rival Sons                  | 30370 / 35097        | 2 724 560 USD    |
| 31 stycznia 2017              | Londyn                     | Anglia            | The O2                          | Rival Sons                  | 30370 / 35097        | 2 724 560 USD    |
| 2 lutego 2017                 | Birmingham                 | Anglia            | Genting Arena                   | Rival Sons                  | —                    | —                |
| 4 lutego 2017                 | Birmingham                 | Anglia            | Genting Arena                   | Rival Sons                  | —                    | —                |
| Łącznie                       | Łącznie                    | Łącznie           | Łącznie                         | Łącznie                     | 514610 / 570504      | 41 817 435 USD   |

## Zysk
Trasa koncertowa przyniosła zysk w wysokości 84,8 miliona dolarów ze sprzedaży 1 074 495 biletów na 74 koncerty.

## Źródła
- The Official Black Sabbath Website (ang.)